# Антоан Галан
Антоа̀н Гала̀н (на френски: Antoine Galland) е френски ориенталист и преводач.

## Биография
Роден е на 6 април 1646 година в Роло, Пикардия, в селско семейство. Останал рано сирак, той учи в Ноайон, проявява изключителни способности в класическите езици и завършва „Колеж дьо Франс“ в Париж. Заради познанията си по гръцки през 1670 година е изпратен при френския посланик в Константинопол и през следващите години предприема редица обиколки из Близкия Изток, събирайки антикварни предмети за крал Луи XIV. След връщането си във Франция работи в кралската библиотека, преподава в „Колеж дьо Франс“, превежда Корана и прави първия европейски превод на сборника „Хиляда и една нощ“, с което оказва силно влияние върху развитието на ориенталистиката и на европейската литература.
Антоан Галан умира на 17 февруари 1715 година в Париж.